# ポール S.L.ジョンソン

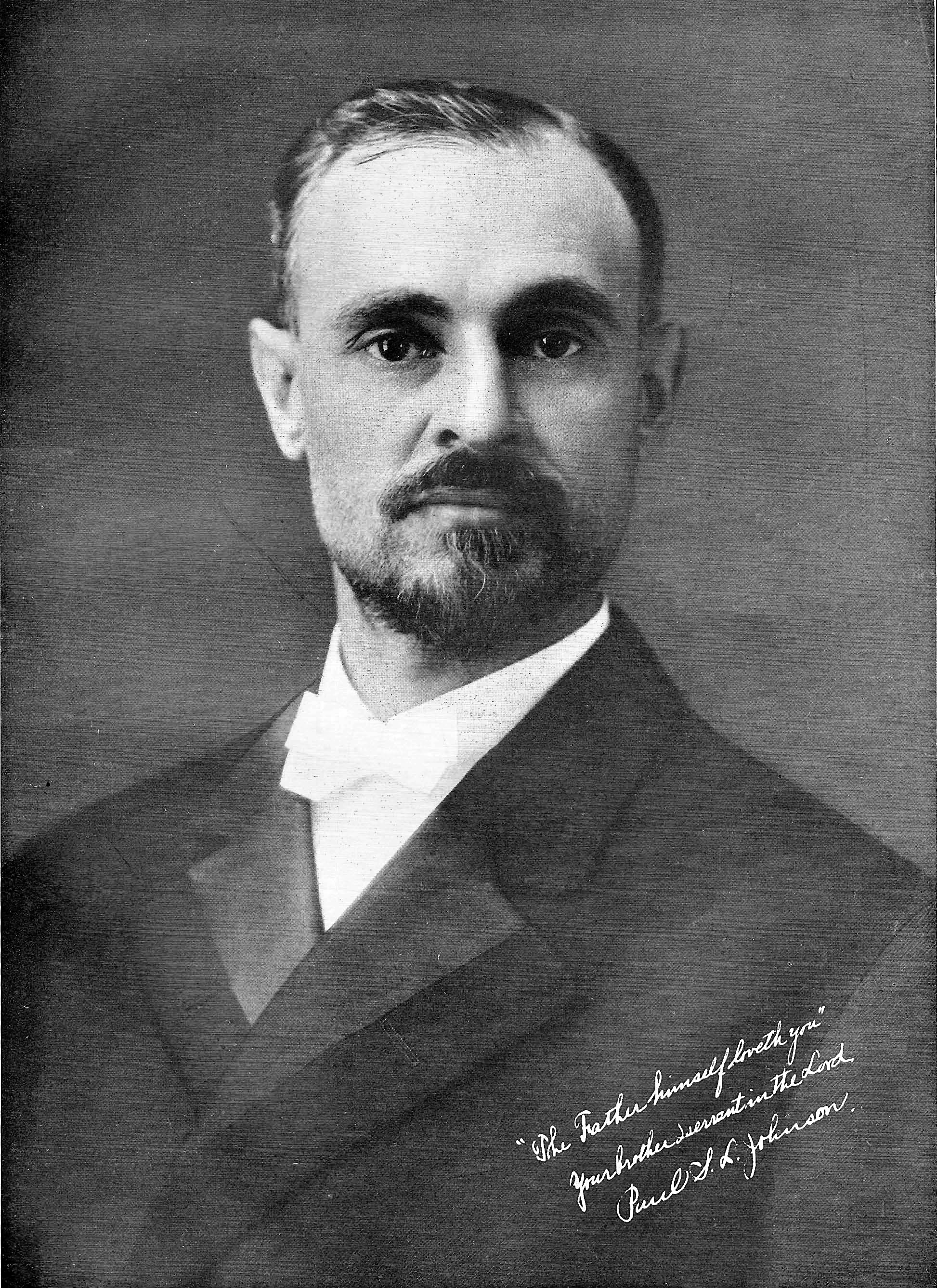
ポール　S.L. ジョンソン（1911年）

ポール・サミュエル・レオ・ジョンソン（Paul Samuel Leo Johnson、1873年10月4日 - 1950年10月22日）＝通称『P.S.L.ジョンソン』は、「レーマン家庭宣教運動」( Laymen's Home Missionary Movement)の創始者であり、アメリカの聖書研究者および牧師であった。彼は　「聖書の洞察研究」(Epiphany Studies in the Scriptures)と題する17巻の信仰書籍を著作した。そして、およそ1918年から1950年に彼が亡くなるまでの間に2冊の雑誌を出版した。この宣教運動はペンシルベニア州のチェスター・スプリングで運営しながら、彼の宣教の使命と著作の出版をほとんど成し遂げるまで創作し続けた。
また、「ものみの塔聖書冊子協会」(Watchtower Bible and Tract Society)の創始者チャールズ・ラッセル(Paster. Charles Taze Russell)と親交のあった人物として知られ、ラッセル亡き後の次期会長とまで目された。だがその後、組織の内紛と権力闘争に巻き込まれ、2期目の会長であったジョセフ・ラザフォード(Joseph Franklin Rutherford)によって一切の職権を剥奪されたあげく1917年に組織から追放されてしまった。　その後、ラザフォードのグループ（現在の「エホバの証人」）とは袂を分かち、ラッセルを擁護する「ラッセル派」として世界各地で活躍した。

## 経歴
ポール S.L.ジョンソンは1873年10月にペンシルベニア州のティタスビル(Titusville)という町で、ポーランドから少し前に移住してきたユダヤ人の両親との間に生まれた。彼の父親は著名なヘブライ語学者であり、ついにはティタスビルのシナゴーグの会長にまで就任した人物であった。彼の母親は彼が12歳の頃に亡くなり、また父親は他の女性と再婚した。この両方の出来事が彼自身の苦悩の種となった。彼は何度も家出を繰り返した。
結局、彼はキリスト教に改宗し、メソジスト教会に参加していった。
1890年に、彼はオハイオ州コロンバスのキャピタル大学(Capital University of Columbus)に入学し、1895年に優秀な成績にて卒業した。前述の大学図書館の記録によると、彼はポール・レヴィスキー(Paul Levitsky)という名で学籍登録されていた。それから彼は、ルーテル教会オハイオ・シノド神学校(Theological Seminary of the Ohio Synod of the Lutheran Church)に進学し、1898年に卒業した。短い間だがペンシルベニア州マーズのルーテル教会にて牧会した。それから、オハイオ州コロンバスに戻り、サリバント通り(Sullivant Ave.)にある聖マタイ・ルーテル教会にて牧会した。　だが結局はハイウェイ整備事業による道路建設のために、その会堂は取り壊されてしまった。彼は、短い期間に新しい教会堂をそこの近くの場所に建てて、また、多くの人々にバプテスマ（洗礼）を施させ、ルーテル教会シノドの他の牧師たちと比べて、より少額の寄付金で賄っていたことが〔キャピトル大学シノドの記録に〕書きとめられていた。
1903年5月には、ジョンソンは、彼自身の信仰の移り変わりの帰結としてルーテル教会を去った。　そして、「ものみの塔協会」(Watchtower Society)のコロンバス会衆と親交を始めた。かのルーテル教会は、後になって「彼自身の異説により、ものみの塔協会はジョンソンと断絶していた」と主張した。　だが真実は・・・　ジョンソンは彼自らの自由意志によって、ものみの塔協会をすでに去っていた。一年後のある日に、チャールズ・ラッセル牧師は、国際聖書研究者の"巡礼者"としてジョンソンを任命した。彼はやがてラッセル牧師の個人秘書を務めた。そののち彼はラッセルの最も信頼できる友人およびアドバイザーとなった。彼は、ものみの塔会長の教説に挑戦したことによる組織内部の抵抗運動の検閲の結果として、1910年に神経衰弱により病を被った。
ジョンソンは、1905年1月3日にエマ・マクラウド(Emma McCloud)と結婚したが、その後は子供には恵まれなかった。
ジョンソンは、ラッセルの亡くなった後の、ジョセフ・ラザフォードが組織の指揮権を継承したときに、ものみの塔協会を去った。　それから彼は「レーマン家庭宣教運動」を1919年に創立し、1920年から彼の亡くなる1950年まで、この宣教運動の評議会の指導者を務めた。